# Umma purpurea
Umma purpurea là loài chuồn chuồn trong họ Calopterygidae. Loài này được Pinhey mô tả khoa học đầu tiên năm 1961.